# Salwar Kamiz

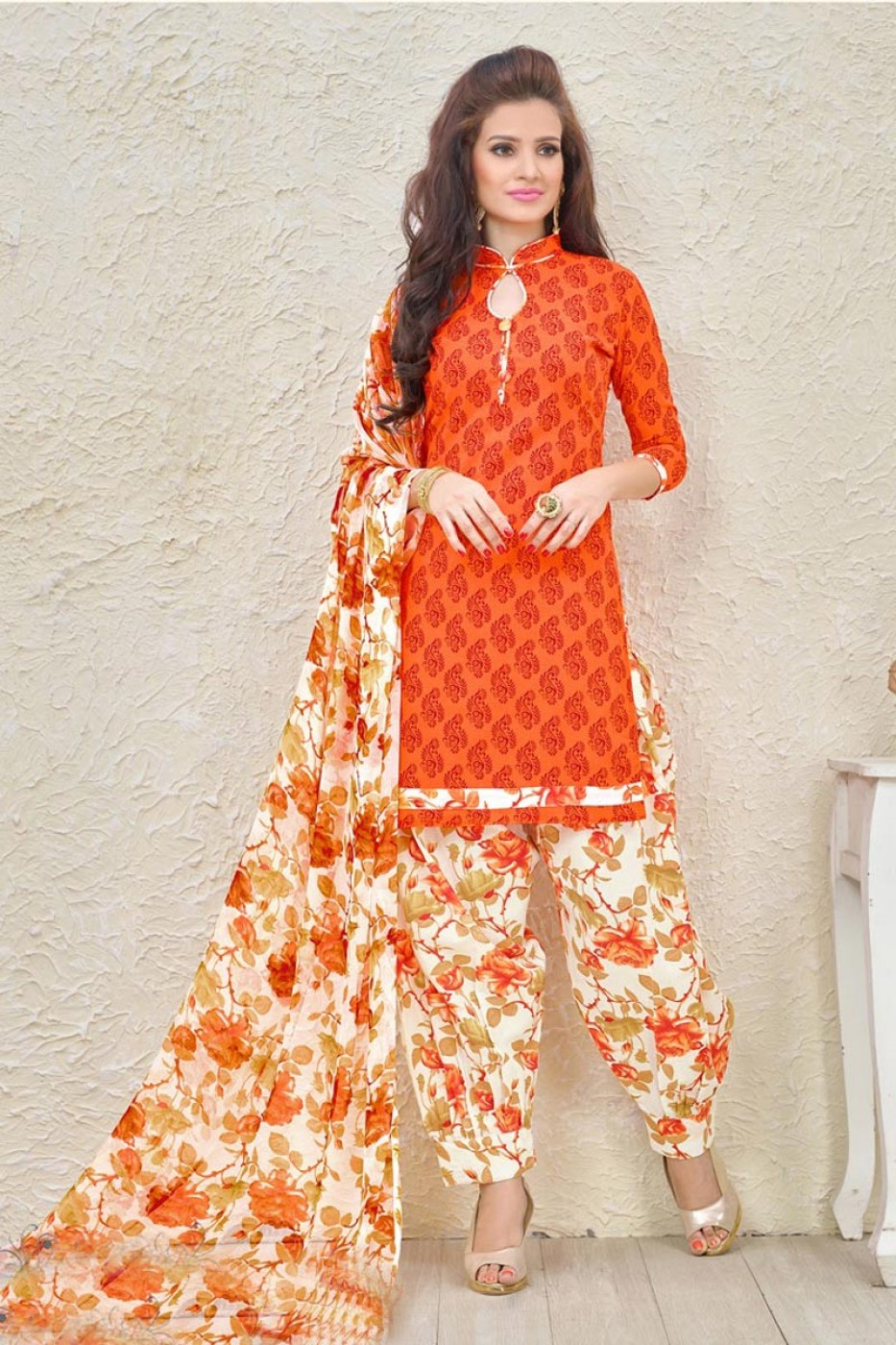
Shivani Rajput in Salwar

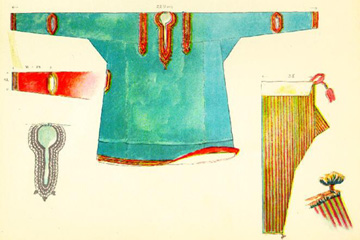
Tilke Salwar

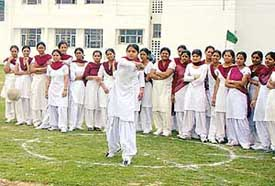
Frauen in Salwar

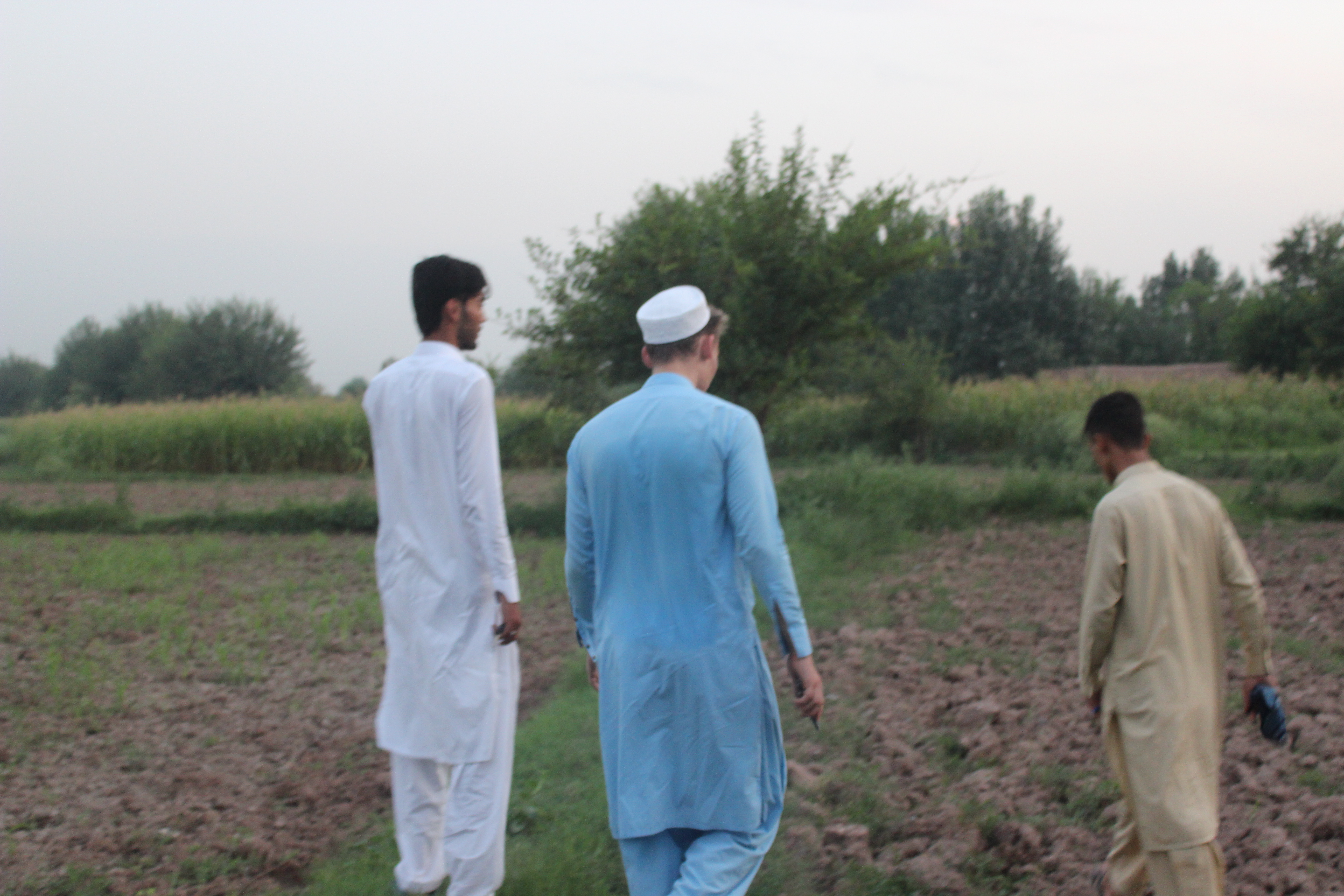
Drei Männer in traditionellem Salwar Kamiz in Pakistan

Der Salwar Kamiz oder Shalwar Kamiz (Urdu شلوار قمیض šalwār qamīz, auch in den Schreibungen Salwar Kameez oder Shalwar Kameez) ist eine traditionelle Kleidung einiger Völker Süd- und Zentralasiens (Iran, Afghanistan, Indien, Pakistan, Bangladesch etc.). Ein Salwar Kamiz besteht aus zwei bis drei Teilen: Salwar, Kamiz und in manchen Regionen bei Frauen zusätzlich aus dem Dupatta.

## Verwendung
Je nach Region wird das Salwar Kamiz traditionellerweise nur von Frauen, nur von Männern oder geschlechtsunabhängig getragen. 
Ein Kamiz (in der Version für Männer auch Kurta oder in der hüftlangen Ausführung Kurti genannt) ist ein längeres Hemd, das locker über einer Hose (Salwar) getragen wird und in aller Regel ab der Hüfte abwärts geschlitzt ist, um mehr Bewegungsfreiheit zu ermöglichen. Für Frauen gehört je nach Region noch der Dupatta zum Ensemble, ein langer, breiter Schal, der über eine Schulter, um den Hals oder über den Kopf gelegt wird.

## Variationen
Es gibt Unterschiede in Stil, Farben, Mustern und Länge. Diese sind nicht nur regional bedingt. Frauen tragen zumeist farbenfrohere und reichhaltiger verzierte Kleidung. Die Länge des Kamiz variiert von hüft- bis wadenlang, mit oder ohne Ärmeln. Der Salwar kann weit oder schmal geschnitten sein, üblicherweise ist er am Bund jedoch sehr weit geschnitten und wird durch eine Kordel, die Nala, gehalten. Mittlerweile gibt es auch die Gummizug-Variante.

## Etymologie
Der Begriff Kamiz stammt aus dem Arabischen, Salwar aus dem Persischen.